# Самнер (Мисисипи)
Самнер (енгл. Sumner) град је у америчкој савезној држави Мисисипи.

## Демографија
По попису из 2010. године број становника је 316, што је 91 (-22,4%) становника мање него 2000. године.
| Група             | 2000.       | 2010.       |
| Белци             | 236 (58,0%) | 216 (68,4%) |
| Афроамериканци    | 159 (39,1%) | 96 (30,4%)  |
| Азијати           | 9 (2,2%)    | 4 (1,3%)    |
| Хиспаноамериканци | 1 (0,2%)    | 1 (0,3%)    |
| Укупно            | 407         | 316         |